# Бахаме на Светском првенству у атлетици на отвореном 2015.
Бахаме су учествовали на Светском првенству у атлетици на отвореном 2015. одржаном у Пекингу од 22. до 30. августа. Ово је било њихово петнаесто првенство, односно учествовали су на свим светским првенствима одржаним до данас. Репрезентацију Бахаме представљало је 21 спортиста (15 мушкараца и 6 жена), који су се такмичили у 12 дисциплина (7 мушких и 5 женских).,
На овом првенству Бахаме су по броју освојених медаља делили 22. место са 2 освојене медаље (1 сребрна и 1 бронзана). Поред медаља, атлетичари Бахамеа оборили су 3 национална и 4 лична рекорда и остварили 5 најбољих личних резултата сезоне. У табели успешности према броју и пласману такмичара који су учествовали у финалним такмичењима (првих 8 такмичара) Бахаме је са 3 учесника у финалу заузели 19. место са 16 бодова.
| Плас. | Земља  | 1. место | 2. место | 3. место | 4. место | 5. место | 6. место | 7. место | 8. место | Бр. финал. | Бод. |
| ----- | ------ | -------- | -------- | -------- | -------- | -------- | -------- | -------- | -------- | ---------- | ---- |
| 19.   | Бахаме | 0        | 1        | 1        | 0        | 0        | 1        | 0        | 0        | 3          | 16   |

## Учесници
| Мушкарци: - Терај Смит — 200 м, 4 х 100 м - Крис Браун — 400 м - Мајкл Матје — 400 м, 4 х 400 м - Стивен Гардинер — 400 м, 4 х 400 м - Џефри Гибсон — 400 м препоне - Ворен Фрејзер — 4 х 100 м - Чавез Харт — 4 х 100 м - Elroy McBride — 4 х 100 м - Алонзо Расел — 4 х 400 м - Рамон Милер — 4 х 400 м - Доналд Томас — Скок увис - Тревор Бари — Скок увис - Рајан Инграхам — Скок увис - Ливан Сандс — Троскок - Latario Collie-Minns — Троскок | Жене: - Шеника Фергусон — 100 м, 200 м - Шони Милер — 400 м, 4 х 400 м - Lanece Clarke — 4 х 400 м - Кристин Амертил — 4 х 400 м - Катрина Сејмур — 4 х 400 м - Бјанка Стјуарт — Скок удаљ |  |

## Резултати

### Мушкарци
| Атлетичар                                                 | Дисциплина    | Лични рекорд | Квалификације    | Квалификације    | Полуфинале        | Полуфинале        | Финале            | Финале       | Детаљи                                     |
| Атлетичар                                                 | Дисциплина    | Лични рекорд | Резултат         | Место            | Резултат          | Место             | Резултат          | Место        | Детаљи                                     |
| --------------------------------------------------------- | ------------- | ------------ | ---------------- | ---------------- | ----------------- | ----------------- | ----------------- | ------------ | ------------------------------------------ |
| Терај Смит                                                | 200 м         | 20,34        | 20,91            | 6. у гр. 3       | Није се пласирао  | Није се пласирао  | Није се пласирао  | 43 / 54 (60) | Архивирано на веб-сајту (21. октобар 2015) |
| Крис Браун                                                | 400 м         | 44,40        | 44,68 кв         | 4. у гр. 6       | 45,07             | 7. у гр. 1        | Нису се пласирали | 18 / 44 (45) |                                            |
| Мајкл Матје                                               | 400 м         | 44,50        | 45,07 кв         | 4. у гр. 3       | 45,43             | 7. у гр. 3        | Нису се пласирали | 23 / 44 (45) |                                            |
| Стивен Гардинер                                           | 400 м         | 44,27 НР     | 45,26 КВ         | 2. у гр. 5       | 44,98             | 7. у гр. 2        | Нису се пласирали | 16 / 44 (45) |                                            |
| Џефри Гибсон                                              | 400 м препоне | 48,51 НР     | 49,09 КВ         | 3. у гр. 1       | 48,37 КВ, НР      | 2. у гр. 2        | 48,17 НР          |              |                                            |
| Ворен Фрејзер, Чавез Харт, Elroy McBride, Терај Смит²     | 4 х 100 м     | 38,52 НР     | 38,96 ЛРС        | 6. у гр. 1       |                   |                   | Нису се пласирали | 12 / 12 (14) |                                            |
| Стивен Гардинер², Мајкл Матје², Алонзо Расел, Рамон Милер | 4 х 400 м     | 2:56,72 НР   | дисквалификована | дисквалификована | Нису се пласирали | Нису се пласирали |                   |              |                                            |
| Доналд Томас                                              | Скок увис     | 2,35         | 2,29 кв          | 5. у гр. Б       | 2,29              | 6 / 39 (41)       |                   |              |                                            |
| Тревор Бари                                               | Скок увис     | 2,32         | 2,29 кв, ЛРС     | 6. у гр. А       | 2,25              | 10 / 39 (41)      |                   |              |                                            |
| Рајан Инграхам                                            | Скок увис     | 2,30         | 2,25             | 11. у гр. Б      | Није се пласирао  | 26 / 39 (41)      |                   |              |                                            |
| Ливан Сандс                                               | Троскок       | 17,59 НР     | 16,73 кв         | 6. у гр. Б       | 16,68             | 10 / 27 (28)      |                   |              |                                            |
| Latario Collie-Minns                                      | Троскок       | 17,18        | 16,21            | 12. у гр. А      | Није се пласирао  | 23 / 27 (28)      |                   |              |                                            |

- Атлетичари у штафетама означени бројем 2 су учествовали и у некој од појединачних дисциплина.

### Жене
| Атлетичарка                                                 | Дисциплина | Лични рекорд | Група      | Група       | Полуфинале        | Полуфинале        | Финале            | Финале       | Детаљи                                    |
| Атлетичарка                                                 | Дисциплина | Лични рекорд | Резултат   | Место       | Резултат          | Место             | Резултат          | Место        | Детаљи                                    |
| ----------------------------------------------------------- | ---------- | ------------ | ---------- | ----------- | ----------------- | ----------------- | ----------------- | ------------ | ----------------------------------------- |
| Шеника Фергусон                                             | 100 м      | 11,07        | 11,48      | 5. у гр 7   | Није се пласирала | Није се пласирала | Није се пласирала | 35 / 52 (54) | Архивирано на веб-сајту (25. август 2015) |
| Шеника Фергусон                                             | 200 м      | 22,64        | 23,44      | 6. у гр 6   | Није се пласирала | Није се пласирала | Није се пласирала | 42 / 49 (51) |                                           |
| Шони Милер                                                  | 400 м      | 49,92        | 50,53 КВ   | 1. у гр. 6  | 50,12 КВ          | 1. у гр. 1        | 49,67 ЛР          |              |                                           |
| Lanece Clarke, Кристин Амертил, Катрина Сејмур, Шони Милер² | 4 х 400 м  | 3:29,53 НР   | 3:28,46 НР | 6. у гр. 2  |                   |                   | Нису се пласирале | 10 / 16      |                                           |
| Бјанка Стјуарт                                              | Скок удаљ  | 6,83 НР      | 6,34       | 13. у гр. Б | 25 / 31 (34)      |                   | Нису се пласирале |              |                                           |

- Атлетичарка у штафети означена бројем учествовале је и у некој од појединачних дисциплина.